# ビジネストラスト
株式会社ビジネストラスト（英語: BUSINESS TRUST Co., Ltd.）は、東京都千代田区に本社を置き、連結会計システム「連結大王」および「BTrex連結会計」の開発・システム導入および会計コンサルティングを行っている日本の企業。

## 概要
設立は1990年。製品ラインナップは、連結会計システムの他、退職給付債務自社計算システム、有価証券管理運用システム、金融商品時価算定システムなどがある。
連結決算をはじめ、企業会計分野においてコンサルティングも幅広く行っている。
連結会計パッケージの販売開始は1995年で業界で最も古く、同社製品「連結大王」は連結会計システムとして一世を風靡した。
同社の連結会計システムは導入実績600グループを超え（2014年1月現在）、多くの個別会計システムとの連携実績を誇っている

。

## 沿革
- 1990年（平成02年）11月 - 経営コンサルティングを主業務として設立[7]。
- 1994年（平成06年）10月 - 会計システムの開発・販売を開始。
- 1995年（平成07年）10月 - 連結会計システム及び資金収支表作成システムを開発・販売を開始。
- 1996年（平成08年）01月 - 連結会計システム「連結大王」を発売。翌年より連結決算コンサルティングを開始。
- 1998年（平成10年）06月 - 大阪支社を開設。
- 2001年（平成13年）08月 - 大阪証券取引所ナスダック・ジャパン市場（現JASDAQ(スタンダード)）に上場。
- 2001年（平成13年）12月 - 退職給付債務自社計算システム「退職給付大王」を発売。
- 2003年（平成15年）10月 - 退職給付債務受託計算業務を開始。
- 2004年（平成16年）10月 - 金融機関向けコンサルティングを開始。
- 2006年（平成18年）10月 - 内部統制コンサルティングを開始。
- 2007年（平成19年）03月 - 東京都港区赤坂に本社を移転。
- 2009年（平成21年）09月 - 金融商品時価算定システム「エイペックス」発売。
- 2010年（平成22年）10月 - 「大阪証券取引所JASDAQ（スタンダード）」に株式を上場。
- 2011年（平成23年）06月 - 連結経営管理システム「BTrex連結会計」を発売[8]。
- 2011年（平成23年）07月 - MBOが成立したことにより、株式を非公開化。
- 2011年（平成23年）08月 - 退職給付債務自社計算システム「BTrex退職給付」を発売[9]。
- 2011年（平成23年）10月 - 金融商品時価算定システム「BTrex金融商品」を発売[10]。
- 2011年（平成23年）11月 - 有価証券管理運用支援システム「BTrex有価証券」を発売[11]。
- 2013年（平成25年）03月 - 愛知県名古屋市中区に名古屋支社を開設。
- 2018年（平成30年）01月 - 長野県長野市栗田に長野営業所を開設[7]。
- 2022年（令和04年）06月 - 本社移転。移転先：千代田区霞が関1-4-2大同生命霞が関ビル（移転元：港区赤坂2-14-27国際新赤坂ビル）[7]。

## 製品・サービス
- BTrex 連結会計 - 連結経営管理・連結決算システム
- BTrex 退職給付 - 退職給付債務自社計算システム
- BTrex 有価証券 - 有価証券管理支援システム
- BTrex 金融商品 - 金融商品時価算定システム
- 会計コンサルティング - 連結決算コンサルティング、実践講座、決算サポート他
- 企業価値評価コンサルティング - 財務デューデリジェンス
- 内部統制コンサルティング - 内部統制構築支援、内部統制評価・モニタリング支援
- アウトソーシング - 開示書類作成、退職給付債務受託計算
- IFRS支援コンサルティング - 影響度分析・対応方針検討、財務諸表作成支援他

## 資料
- 有価証券報告書 証券コード4289 株式会社ビジネストラスト(E05200) 第20期 平成22年10月決算期（EDINETにより閲覧）
- 四半期報告書 証券コード4289 株式会社ビジネストラスト(E05200) 第21期第2四半期 平成23年10月決算期（EDINETにより閲覧）